# Ciuhînka, Stanîcino-Luhanske
Ciuhînka (în ucraineană Чугинка) este localitatea de reședință a comunei Ciuhînka din raionul Stanîcino-Luhanske, regiunea Luhansk, Ucraina.

## Demografie
Componența lingvistică a localității Ciuhînka
     Rusă (92,73%)
     Ucraineană (5,94%)
     Alte limbi (0,09%)
Conform recensământului din 2001, majoritatea populației localității Ciuhînka era vorbitoare de rusă (92,73%), existând în minoritate și vorbitori de ucraineană (5,94%) și armeană (1,15%).